# Боби Макферин
Роберт Кит Макферин Млађи (енгл. Robert Keith McFerrin Jr.; 11. март 1950) амерички је певач и музичар. Познат је по свом вокалном извођењу међу којима је аликвотно певање. Најпознатији је по песми Don't Worry, Be Happy која је постала међународни хит, била на првом месту топ-листа у САД и добила многе награде. Сарађивао је са многим познатим инструменталистима међу којима су Чик Корија, Херби Хенкок и Јо-Јо Ма.

## Дискографија
Студијски албуми
- Bobby McFerrin (1982)
- Simple Pleasures (1988)
- Medicine Music (1990)
- Hush (1992)
- Bang!Zoom (1995)
- Circlesongs (1997)